# هيئة أبو ظبي للثقافة والتراث
هيئة أبوظبي للثقافة والتراث هي هيئة حكومية محلية تعمل على حفظ وتعزيز التراث والثقافة في إمارة أبوظبي. أسست الهيئة من أجل توحيد وتنظيم جهود الجهات العاملة في مجال الثقافة والتراث في الإمارة، وجاء هذا نتيجة اقتراح فريق خبراء يعملون تحت إشراف منظمة اليونسكو الدولية. في عام 2012، تم دمجها في هيئة أبوظبي للسياحة والثقافة.

## لمحة عامة
أسست الهيئة في 14 أكتوبر 2005 وفق القانون رقم 28 لسنة 2005، وقضى القانون بدمج المجمع الثقافي وإدارة الآثار والسياحة في العين. تدار الهيئة بواسطة مجلس إدارة برئاسة الشيخ سلطان بن طحنون آل نهيان الذي تولى المنصب خلفا لمحمد خلف المزروعي. كان مقر هيئة أبوظبي للثقافة والتراث يقع في أحد أقدم المباني التراثية الثقافية في المدينة بالقرب من قصر الحصن، وفيه مسرح ومدرج ومعرض.

## المبادرات
نظمت تمثيل دولة الإمارات العربية المتحدة في بينالي البندقية الثالث والخمسين في عام 2009. كما نظمت هيئة أبوظبي للثقافة والتراث فعاليات فنية في أبو ظبي. وقد أقامت شراكة مع المجلس الثقافي البريطاني في عام 2010 لتقديم الفنان أكرم خان. وفي نفس العام أقامت هيئة أبوظبي للثقافة والتراث شراكة مع مجلس تنمية المنطقة الغربية، وقوة دفاع الاتحاد، ودائرة الخدمة المدنية في الإمارات العربية المتحدة لتقديم منح دراسية للأشخاص المهتمين بالاقتصادات القائمة على المعرفة. اعتبارًا من عام 2010 كانت المنظمة تعاني من "مشاكل تنظيمية ومالية".[بحاجة لمصدر]
في عام 2011 أطلقت مشروعًا للحفاظ على التراث الثقافي وحياة أولئك الذين يعيشون في المنطقة قبل التحديث في الستينيات والبحث فيها. كما بدأت هيئة أبوظبي للثقافة والتراث قاعدة بيانات GIS لمواقع التراث الثقافي. كما حافظت على برنامج الحفاظ التاريخي للمباني التاريخية في المناطق الريفية من البلاد. واستضافت المنظمة أول مهرجان WOMAD في الشرق الأوسط. كما استضافت أول معرض أبو ظبي الدولي للكتاب ومهرجان أبو ظبي السينمائي. وأسست مركز القطارة للفنون.[بحاجة لمصدر]

## روابط خارجية
الموقع الرسمي لدائرة أبوظبي للسياحة والثفافة